# Katastrofa lotnicza w bazie Fath
Katastrofa lotnicza w bazie Fath – katastrofa lotnicza samolotu Boeing 707-3J9C należącego do Sił Powietrznych Islamskiej Republiki Iranu obsługiwanego przez Saha Air, do której doszło 14 stycznia 2019 w Bazie Sił Powietrznych Fath. W wyniku katastrofy śmierć poniosło 15 z 16 osób przebywających na pokładzie.

## Samolot
Samolotem biorącym udział w katastrofie był 42 letni Boeing 707-3J9C o numerze seryjnym 21128 zarejestrowany jako EP-CPP. Właścicielem były Siły Powietrzne Islamskiej Republiki Iranu, ale samolot został wydzierżawiony przez Saha Air.

## Przebieg lotu
Samolot wykonywał lot cargo przewożąc mięso z portu lotniczego Biszkek do portu lotniczego Payam. Pierwsze doniesienia sugerowały, że samolot lądował awaryjnie w Bazie Lotniczej Fath, około 11 kilometrów od portu docelowego. Według niektórych źródeł załoga pomyliła lotniska. Boeing 707 potrzebuje zwykle około 2,5-kilometrowego pasa startowego, a pas startowy w Bazie Lotniczej Fath ma tylko 1,3 kilometra. Podczas lądowania panowały również kiepskie warunki pogodowe.
Samolot wypadł z pasa, przebił mur otaczający lotnisko i uderzył w domy, które w trakcie wypadku były puste. Po zderzeniu wybuchł pożar. Początkowo sądzono, że na pokładzie znajdowało się 16 lub 17 osób, z których wszystkie zginęły. Jedynym ocalałym okazał się Farszad Mahdavinedżad - inżynier pokładowy, który został przetransportowany do szpitala w stanie krytycznym.
Podobny incydent miał miejsce 16 listopada 2018, gdy MD-88 linii lotniczych Taban Air przewożący 155 pasażerów, dwukrotnie próbował lądować na pasie w Fath, myląc go z dłuższym pasem w Payam. Podczas pierwszego podejścia samolot odszedł na drugi krąg na wysokości zaledwie 1 metra nad pasem. Ostatecznie po drugiej próbie samolot wylądował bezpiecznie w Payam.

## Dochodzenie
Po wypadku zostało wszczęte dochodzenie. 14 stycznia na miejscu katastrofy został odnaleziony rejestrator rozmów w kokpicie. Później znaleziono również rejestrator parametrów lotu.